# Asmate decussata
Asmate decussata là một loài bướm đêm trong họ Geometridae.